# Sachio Yoshida
Sachio Yoshida (japanisch 吉田 幸生 Yoshida Sachio; * 6. April 1980 in der Präfektur Yamaguchi) ist ein ehemaliger japanischer Fußballspieler.

## Karriere
Yoshida erlernte das Fußballspielen in der Jugendmannschaft von Sanfrecce Hiroshima. Seinen ersten Vertrag unterschrieb er 1999 bei den Sanfrecce Hiroshima. Der Verein spielte in der höchsten Liga des Landes, der J1 League. 2002 wechselte er zum Drittligisten Ehime FC. Für den Verein absolvierte er 55 Ligaspiele. Ende 2004 beendete er seine Karriere als Fußballspieler.

## Erfolge
Sanfrecce Hiroshima
- Kaiserpokal

Finalist: 1999